# Amarena-kers

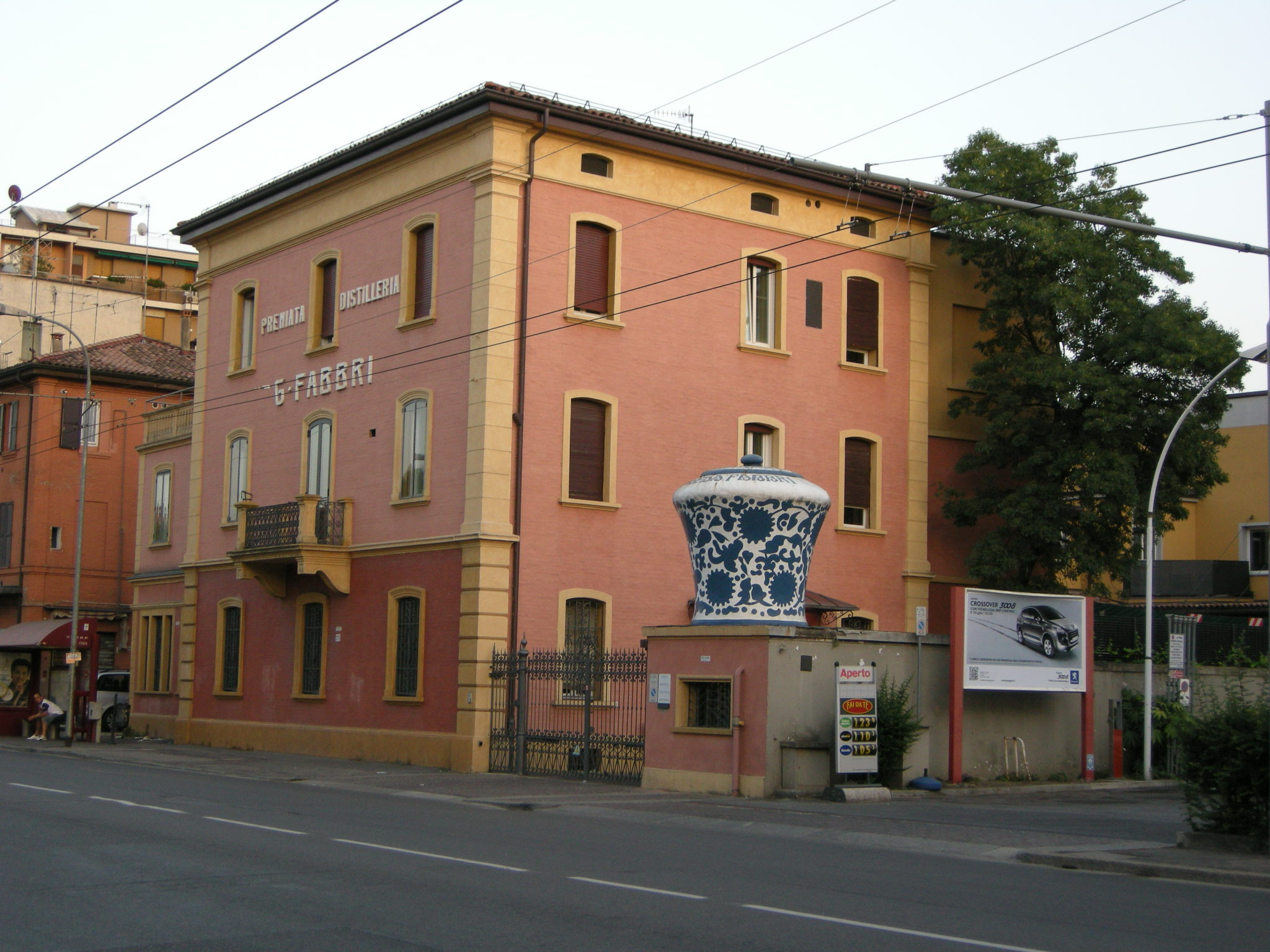
Het historische gebouw met vaas van Fabbri in de wijk Borgo Panigale, Bologna.

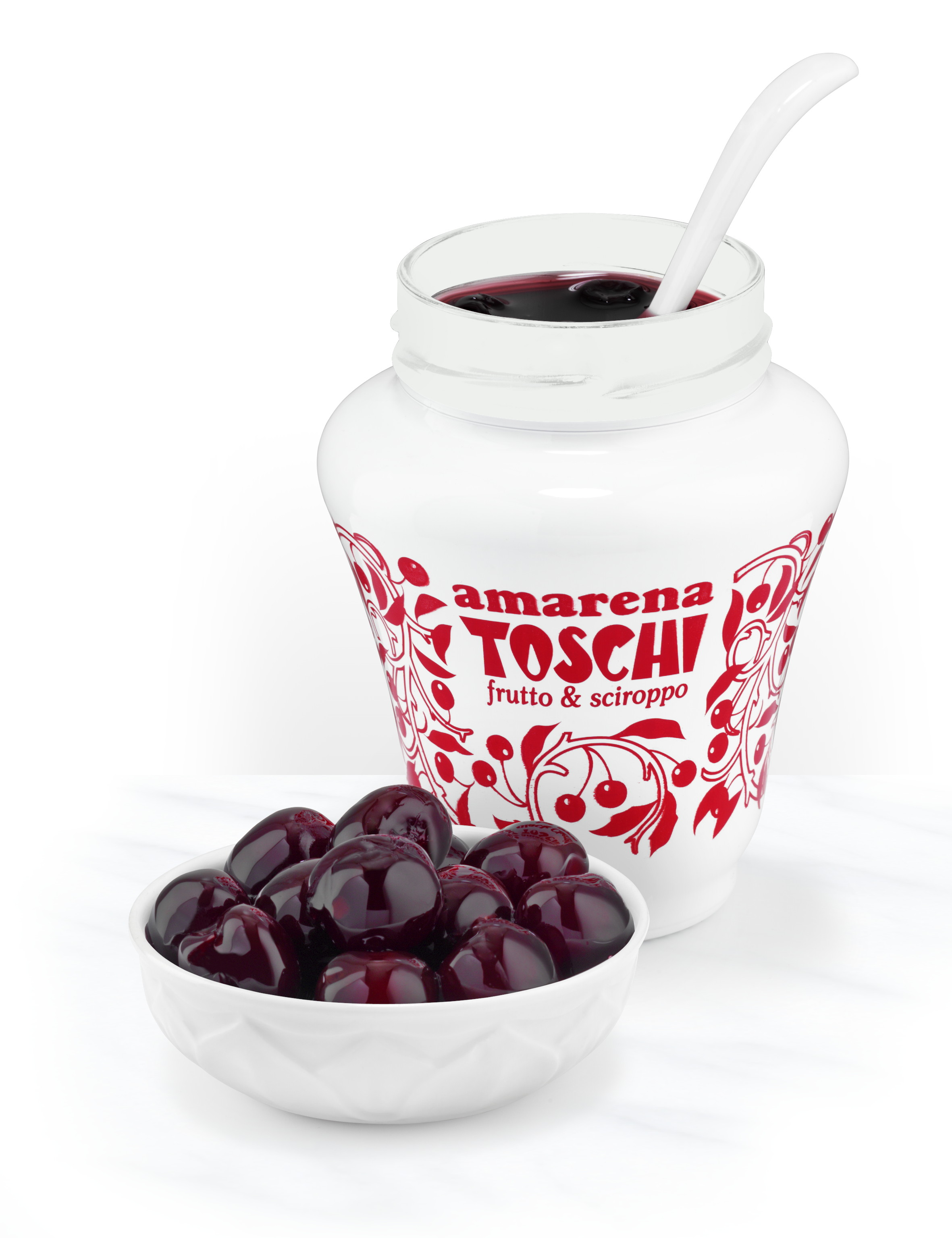
De hier getoonde amarena-kersen en pot zijn niet van de authentieke fabrikant.

Een amarena-kers is een ontpitte in suikersiroop ingelegde zure kers. Het is een specialiteit uit Bologna in de Italiaanse regio Emilia-Romagna.
De kers krijgt na de inlegperiode een diep donkerrode stevige enigszins knapperige schil en zeer zoete typische smaak door het gebruik van de suikersiroop.
Een amarena-kers is niet hetzelfde als een bigarreau of een maraschinokers.

## Geschiedenis
Het recept van de ingelegde kersen zou bedacht zijn door Rachele Buriani, de vrouw van kruidenier Gennaro Fabbri (1869). Haar “Marena con Frutto” was daarvan de basis. Gennaro was het die de kersen in 1905 op de markt bracht.
De kenmerkende potten waarin de kersen worden aangeboden, zouden zijn afgeleid van de keramische vaas met blauwwitte decoratie die hij als dank voor het recept en liefde voor zijn vrouw aanbood.
Fabbri is een familiebedrijf. Amarena-kersen worden door meerdere fabrikanten en merken verhandeld.

## Toepassing
In de patisserie, maar ook in nagerechten en cocktails wordt de amarena-kers gebruikt. Ook wel als decoratie met één of enkele kersen. Sommige kazen – zoals Gorgonzola, Taleggio, Pecorino en Parmezaanse kaas – of gebak waarin kaas is verwerkt, combineren goed bij het zoet van deze kers.
De siroop – eveneens met een sterke amarena-kersensmaak – is ook te gebruiken.
Omdat de kersen zijn ingemaakt zijn deze zeer lange tijd houdbaar. Mogelijk meerdere jaren, al kan er dan wel enige smaakverandering optreden. Bij aangebroken potten zal dat proces versnellen en kan na enige tijd schimmelvorming optreden